# Gráfico de Hanes-Woolf
Na bioquímica, um gráfico de Hanes-Woolf, gráfico de Hanes ou gráfico de {\displaystyle a/v} contra {\displaystyle a} é uma representação gráfica da cinética enzimática em que a razão da concentração inicial de substrato {\displaystyle a} para a velocidade de reação {\displaystyle v} é conspirado contra {\displaystyle a}. É baseado no rearranjo da equação de Michaelis-Menten mostrado abaixo:
{\displaystyle {a \over v}={a \over V}+{K_{\mathrm {m} } \over V}}
onde {\displaystyle K_{\mathrm {m} }} é a constante de Michaelis e {\displaystyle V} é a taxa limite.
J B S Haldane afirmou, reiterando o que ele e K G Stern escreveram em seu livro, que esse rearranjo foi devido a Barnet Woolf. No entanto, foi apenas uma das três transformações introduzidas por Woolf, que não a usou como base para um diagrama. Não há, portanto, nenhuma razão forte para anexar seu nome a ele. Foi publicado pela primeira vez por C. S. Hanes, embora ele também não o tenha usado como diagrama.  disse que o uso da regressão linear para determinar os parâmetros cinéticos deste tipo de transformação linear é falho, pois gera o melhor ajuste entre os valores observados e calculados de {\displaystyle 1/v}, ao invés de {\displaystyle v}.
A partir da equação de Michaelis-Menten:
{\displaystyle v={{Va} \over {K_{\mathrm {m} }+a}}}
podemos tomar recíprocos de ambos os lados da equação para obter a equação subjacente ao gráfico de Lineweaver-Burk:
{\displaystyle {1 \over v}={1 \over V}+{K_{\mathrm {m} } \over V}} · {\displaystyle {1 \over a}}
que pode ser reorganizado para expressar uma relação em linha reta diferente:
{\displaystyle {a \over v}={{a(K_{\mathrm {m} }+a)} \over {Va}}={{(K_{\mathrm {m} }+a)} \over {V}}}
que pode ser reorganizado para dar
{\displaystyle {a \over v}={1 \over V}} · {\displaystyle a+{K_{\mathrm {m} } \over V}}
Assim, na ausência de dados de erro experimental, um gráfico de {\displaystyle {a/v}} contra {\displaystyle {a}} produz uma linha reta de inclinação {\displaystyle 1/V}, uma interceptação na ordenada de {\displaystyle {K_{\mathrm {m} }/V}} e uma interceptação na abscissa de {\displaystyle -K_{\mathrm {m} }}.
Como outras técnicas que linearizam a equação de Michaelis-Menten, o gráfico de Hanes-Woolf foi usado historicamente para a determinação rápida dos parâmetros cinéticos {\displaystyle K_{\mathrm {m} }}, {\displaystyle V} e {\displaystyle V/K_{\mathrm {m} }}, mas foi amplamente substituído por métodos de regressão não linear que são significativamente mais precisos e não mais inacessíveis computacionalmente. Permanece útil, entretanto, como um meio de apresentar dados graficamente.